# مارغريت اولوفسون بيرغمان
مارغريت اولوفسون بيرغمان (بالإنجليزية: Margaret Olofsson Bergman؛ بالسويدية: Margaret Olofsson Bergman) هي نساجة ‏ سويدية وأمريكية، ولدت في 22 يونيو 1872 في محافظة يمتلاند في السويد، وتوفيت في 18 يوليو 1948 في بولسبو في الولايات المتحدة.